# The Way I Feel (Keane)
The Way I Feel è un singolo del gruppo musicale britannico Keane, pubblicato il 6 giugno 2019 come primo estratto dal quinto album in studio Cause and Effect.

## Descrizione
Terza traccia dell'album, il brano presenta sonorità pop rock ispirate a quelle tipiche dei The Killers.
Il singolo è stato presentato per la prima volta dal vivo il 13 giugno, durante la loro apparizione al The Late Late Show with James Corden.

## Tracce
1. The Way I Feel – 4:04

## Formazione
Gruppo
- Tom Chaplin – voce
- Tim Rice-Oxley – tastiera, cori
- Jesse Quin – basso, cori
- Richard Hughes – batteria, percussioni, cori

Altri musicisti
- David Kosten – strumentazione aggiuntiva

Produzione
- David Kosten – produzione
- Keane – produzione
- Tom Hough – ingegneria del suono
- Tim Morris – ingegneria del suono
- Mo Hausler – ingegneria del suono
- Luke Gibbse – ingegneria del suono aggiuntiva
- CT – missaggio
- Frank Arkwright – mastering